# Paul Meyer (philologue)
Pour les articles homonymes, voir Meyer et Paul Meyer.
Marie-Paul-Hyacinthe Meyer, né le 17 janvier 1840 à Paris et mort le 7 septembre 1917 à Saint-Mandé, est un philologue et romaniste français.

## Biographie
Ancien élève du lycée Louis-le-Grand, Paul Meyer entre directement à l’École impériale des chartes où il est élève de Francis Guessard. Il obtient son diplôme d’archiviste paléographe en 1861 avec une thèse intitulée Recherches sur la langue parlée en Gaule aux temps barbares (Ve--IXe siècle), puis la charge d’un cours libre. En 1863, il intègre la section des manuscrits à la Bibliothèque nationale pour le compte de laquelle il est alors désigné pour effectuer de nombreuses missions en Angleterre afin d’y récupérer des documents concernant l’histoire littéraire française.
Ayant commencé par l’étude de la littérature occitane ancienne avant d’effectuer une œuvre considérable dans beaucoup de différentes sections de la littérature romane, il supplée, à partir de 1869, Francis Guessard à la chaire de langues romanes de l'École des chartes, dont il ne deviendra titulaire qu'en 1882. Il est élu, en 1876, au Collège de France, à la chaire de langue et littérature de l’Europe méridionale, qu'il conservera jusqu'en 1906. En 1882, il devient directeur de l’École nationale des chartes, dont il était déjà secrétaire depuis 1872, puis, en 1883, membre de l’Académie des inscriptions.
Paul Meyer a été considéré à son époque comme une autorité majeure sur la langue française et il compte, avec Gaston Paris, parmi les « fondateurs » de la philologie moderne en France. Il est, avec ce dernier, l’un des fondateurs de la Revue critique en 1866 et, en 1872, ils lancent ensemble une nouvelle revue, Romania, qui devait exercer une grande influence et bénéficier d’un prestige international dans le domaine des études romanes. Trois ans après, ils créent la Société des anciens textes français.
Paul Meyer fut un ardent défenseur d'Alfred Dreyfus et s'est engagé dès août 1898 en faveur de la révision de son procès. Il a témoigné de façon efficace comme expert en écriture pour la défense dans le procès en diffamation intenté contre Emile Zola après la publication de son J'accuse,,.

## Distinctions
- Commandeur de la Légion d'honneur (1907).

## Œuvres
- Rapports sur les documents manuscrits de l’ancienne littérature de la France conservés dans les bibliothèques de la Grande-Bretagne, 1871 ;
- Recueil d’anciens textes bas-latins, provençaux et français, 2 parties, 1874-1876 ;
- Alexandre le Grand dans la littérature française du moyen âge, 2 t., 1886 ;
- L’Apocalypse en français au XIIIe siècle (Paris MS fr. 403), 1900-1, avec Léopold Delisle ;

Parmi les textes en ancien français qu’il a publiés pour la Société des anciens textes français, la Société de l’histoire de France et indépendamment :
- Aye d’Avignon, 1861, avec Guessard
- Flamenca, 1865 ;
- L’Histoire de Guillaume le Maréchal, 3 t., 1892-1902 ;
- Raoul de Cambrai, 1882, avec Auguste Longnon
- Fragments d’une vie de Saint Thomas de Canterbury, 1885 ;
- Guillaume de la Barre, Firmin Didot et Cie, 1895